# Austrija
Austrija, službeno Republika Austrija, država je u Srednjoj Europi. Austrija graniči s Lihtenštajnom i Švicarskom na zapadu, Italijom i Slovenijom na jugu, Mađarskom i Slovačkom na istoku, s Njemačkom na sjeverozapadu te Češkom na sjeveru.
Austrija se proteže u smjeru zapad-istok 575 km, a u sjeverno-južnom pravcu 294 km. Oko 60 % površine Austrije brdovito je i dio planinskog vijenca Alpa. Na istočnoj granici prema Češkoj nalaze se obronci Karpata. Nizine se nalaze istočno i uzduž toka Dunava te u južnoj Štajerskoj, a Gradišće je na rubu Panonske nizine. Ukupno je 43 % Austrije pošumljeno. Najniža točka Austrije jest Hedwighof u Gradišću s 114 m, a najviši vrh Grossglockner s 3798 m.
Austrija je parlamentarna demokracija. Čini je devet saveznih država, a jedna je od dviju europskih država koje su proglasile stalnu neutralnost (druga je Švicarska). Austrija je članica Ujedinjenih naroda od 1955. i Europske unije od 1995. godine. Od 2009. do 2010. godine bila je nestalna članica Vijeća sigurnosti Ujedinjenih naroda.

## Ime Austrija
Njemačko je ime zemlje Österreich. U bavarskom je to Östareich ili Estareich, a u alemanskom Öschtriich. Slovensko je ime Avstrija, mađarsko Ausztria). 
Službeno ima na njemačkom glasi Republik Österreich. 
Službeni naziv Österreich  potječe od stare visokonjemačke riječi Ostarrîchi (istočni reich) i kao takvo se prvi put spominje 996. godine.
Taj izraz odnosio se na markgrofoviju kojom je vladao grof od Babenberga Henrik I., smješten na teritoriju koji je otprilike u današnjoj pokrajini Donjoj Austriji.
Ime Austrija je latinizirani oblik germanske riječi za istok, *austrō se također spominje i u imenu Austroazija, istočnom dijelu Franačke.
Ime Österreich znači istočna marka tj. Istočno granično područje, jer je to bio najistočniji dio Svetog Rimskog Carstva u to doba. Ujedno je to bilo i najistočnije njemačko govorno područje.

## Povijest

### Ukratko
Nakon što su je osvajali Rimljani, Huni, Lombardi, Ostrogoti, Bavarci i Franci, Austrija je bila pod vlašću Babenberga od 10. do 13. stoljeća, kada su ih naslijedili Habsburgovci. Kuća Habsburg je potom vladala Austrijom sve do 20. stoljeća.
Do osnivanja Njemačkog Carstva 1871. godine, Austrija je bila nadvojvodstvo u sklopu Svetog Rimskog Carstva. U stoljećima kada se se ustalilo pravilo da tzv. knezovi izbornici Svetog Rimskog Carstva za cara uzimaju vladare iz obitelji Habsburg, Austrija - kao zemlja u kojoj su Habsburzi imali nasljedno vojvodsko pravo - predstavljala je uvijek oslonac carske kuće.
Nakon što je Napoleon I. prisilio Franju II. 1806. godine da se odrekne vlasti nad Njemačkom i većinom drugih područja koja su činila Sveto Rimsko Carstvo, zadržao je taj vladar carski naslov, a Austrija je od tada bila odvojena od Njemačke. Od 1867. godine, odnosi u zemljama kojima je vladala kuća Habsburg uređeni su na način da se govorilo o "dvojnoj monarhiji", Austro-Ugarskoj. Austro-Ugarska se raspala nakon što je izgubila Prvi svjetski rat, pa je nastala Austrija u današnjim granicama. Austriju je pripojila Njemačka 1938. godine ("Anschluss").
Saveznici su nakon Drugog svjetskog rata držali Austriju pod okupacijom do 1955. godine, kad je opet stekla potpunu nezavisnost potpisivanjem Austrijskog državnog ugovora i pod uvjetom da ostane neutralna. Ipak, nakon propasti komunizma u Istočnoj Europi, Austrija se politički sve više angažirala, te je 1995. godine postala članica Europske unije, a 2002. je uvela valutu Euro.

### Starije kameno doba
Područje Austrije bilo je naseljeno i u starijem kamenom dobu, o čemu svjedoči i jedan od najvrednijih nalaza arheologije u Austriji tzv. Venera iz Willendorfa. Nastala je oko 25.000 godina pr. Kr. na području današnjeg Willendorfa u dolini Wachau u Donjoj Austriji. Pronađena je 1908. godine, a danas se nalazi u Prirodoslovno-povijesnom muzeju u Beču.

### Kelti, rimske provincije
Na području današnje Austrije keltska plemena — Ambidraven, Ambisonten, Boier, Kampi i Noriker, osnivaju kraljevstvo Norik. Ovo kraljevstvo bilo je poznato po izvozu željeza, sve do područja današnje Italije, kao i po svojim konjima "Noriker". Imali su i svoju kovnicu novca.
Širenjem Rimskog Carstva, kroz mirno osvajanje, pod rimskim vojskovođama i carskim sinovima Tiberijem i Druzom 15. pr. Kr., područje današnjeg Tirola i Vorarlberga prelazi u vlasništvo Rima. Rimljani osnivaju provincije Norik, Panoniju i Reciju. Veći rimski gradovi u to vrijeme bili su: Ovilava — Wels, Lauriacum — Lorch kod Ennsa, Cetium — Sankt Pölten, Vindobona — Beč i Iuavavum — Salzburg.

### Srednji vijek
Nakon što su teritoriju današnje Austrije osvajali Rimljani, Huni, Lombardi, Ostrogoti, Bavarci i Franci, ona dolazi pod vlast dinastije Babenberga od 10. do 13. stoljeća, kad su ih naslijedili Habsburgovci. 976. godine spominje se markgrof Leopold I. iz dinastije Babenberg, kao povjerenik cara Otona I. Prvo spominjanje Austrije, kao Ostarrîchi zabilježeno je 1. studenoga 996. godine u ugovoru o poklonu 950 ha zemljišta, cara Otona III., biskupu od Freisinga u okolini današnje općine Neuhofen an der Ybbs u Donjoj Austriji, riječima: „...in regione vulgari vocabulo Ostarrîchi in marcha et in comitatu Heinrici comitis filii Luitpaldi marchionis.“
Oko 1000. godine pojavljuju se imena za Austriju, koja imaju i druga značenja, kao npr. in orientali regno, in oriente, Osterland, Austria i terra orientalis.
Izumiranjem dinastije Babenberg, Rudolf I., 1240. godine postaje prvi njemački kralj iz dinastije Habsburg, te uzima ime Rudolf I., vojvoda austrijski i štajerski. Dinastija Habsburg vladala je Austrijom sve do svog izumiranja 1780. godine, kada ju je naslijedila lotarinška dinastija pod imenom Habsburg-Lothringen.

### Austrijsko Carstvo
Kao odgovor na Napoleonovu krunidbu 1804. godine, Franjo II. uzima titulu »car Austrije« i osniva Austrijsko Carstvo. Carstvo se prostiralo na područjima današnje Austrije, Češke, Slovačke, Rumunjske, Hrvatske, Slovenije, Mađarske, sjevernih dijelova Italije, kao i dijelova Poljske i Srbije, Njemačke i Bosne i Hercegovine.
Godine 1806. nakon Napoleonova ultimatuma i prijetnje da će Francuska ponovno napasti Austriju, Franjo II. pod protiskom je abdicirao i ukinuo Sveto Rimsko Carstvo.

### Austro-Ugarska
Austrijsko Carstvo je 1867. godine Austro-ugarskom nagodbom preustrojeno u dvojnu monarhiju, Austro-Ugarsku, na austrijski i mađarski dio. Odlukom Berlinskog kongresa Austrija okupira Bosnu i Hercegovinu, koju 1908. godine anektira.

### Prvi svjetski rat
28. lipnja 1914. godine, Gavrilo Princip, izvršio je atentat na austrougarskog prijestolonasljednika i nadvojvodu - Franju Ferdinanda i njegovu suprugu Sofiju.
Napad Austro-Ugarske na Kraljevinu Srbiju aktivirao je niz savezništava koji su pokrenuli lančanu reakciju objava rata, zbog čega iste godine započinje Prvi svjetski rat. S ukupnom površinom od 676.615 -km2 Austro-Ugarska je bila druga po veličini zemlja u Europi, a s 53 milijuna stanovnika 1914. godine, treća u Europi.

### Prva Republika
Austro-Ugarska raspada nakon što je izgubila Prvi svjetski rat, pa je mirovnim ugovorom u Saint-germainu i mirovnim ugovorom u Trianonu 1918. godine, nastala Republika Njemačka Austrija (njem. Republik Deutschösterreich ili Deutsch-Österreich), nazivana kao Prva Republika (njem. Erste Republik), s prvim predsjednikom vlade Karlom Rennerom.

### Anschluss
1938. godine, Austrija je pripojena nacističkoj Njemačkoj.
Adolf Hitler, koji je i sam rodom iz austrijskog grada Braunau na Innu, imao je veliku želju za pripojenjem Austrije Njemačkoj što je i pokazao 1934. godine kad je javno zahtijevao pripojenje Austrije. 
I sama politika tadašnjeg Reicha je bila vođena pod sloganom: "Svi Nijemci u jednoj državi".
Godine 1938. Hitlerove pristaše ulaze u austrijsku vladu gdje odmah preuzimaju ministarstva unutarnjih i vanjskih poslova. S već velikim utjecajem unutar države, već iste godine organiziraju referendum o pripojenju Trećem Reichu. Referendum je održan pod strogim nadzorom nacista tako da su oni doslovno vidjeli tko je zakružio "ZA", a tko "PROTIV" pripajanja Njemačkoj. Zbog ovakve stroge kontrole rezultati referenduma su bili nevjerojatni, čak 99,7% stanovništva Austrije izjasnilo se za pripojenje.

### Drugi svjetski rat
Krajem Drugoga svjetskog rata 1945. godine, saveznici su podijelili Austriju na četiri okupacijske zone.
Dana 27. travnja 1945. godine proglašena je privremena vlada na čelu s Karlom Rennerom. Ta vlada proglašava uspostavljenje tzv. Druge republike i upravlja Austrijom, s manjim promjenama, sve do prvih legitimnih izbora 1949. godine.
S potpisivanjem državnog ugovora 1955. godine, Austrija je ponovo stekla potpunu neovisnost. 
Austrija proglašuje stalnu neutralnost i zakonski zabranjuje težiti ponovnom pripojenju Njemačkoj.

### Suvremeno doba
Godine 1955. godine počinje gospodarski uspon Austrije, koji je 1989. godine rezultirao zahtjevom za pristup u EU, od 1995. Austrija je punopravna članica EU. Godine 2002. je uvela valutu euro.

## Administrativna podjela

### Savezne zemlje
Austrija je savezna republika i dijeli se na devet saveznih zemalja (njem. Bundesländer). Te zemlje su podijeljene na kotare (njem. Bezirke) i statutarne gradove (njem. Statutarstadt). Kotari se dalje dijele na općine.
| Savezna zemlja  | Glavni grad   | Površina km2 | Stanovništvo (1. travnja 2015.) | GDP (u Eurima) (milijardi) | BDP (PPP) |
| --------------- | ------------- | ------------ | ------------------------------- | -------------------------- | --------- |
| Gradišće        | Eisenstadt    | 3,965        | 288.472                         | 7.311                      | 25.600    |
| Koruška         | Klagenfurt    | 9,536        | 557.754                         | 17.62                      | 31.700    |
| Donja Austrija  | Sveti Hipolit | 19,178       | 1.638.618                       | 49.75                      | 30.800    |
| Salzburg        | Salzburg      | 7,154        | 539.612                         | 23.585                     | 44.500    |
| Štajerska       | Graz          | 16,401       | 1.222.326                       | 40.696                     | 33.600    |
| Tirol           | Innsbruck     | 12,648       | 730.444                         | 28.052                     | 39.400    |
| Gornja Austrija | Linz          | 11,982       | 1.439.592                       | 53.863                     | 38.000    |
| Beč             | Beč           | 415          | 1.805.681                       | 81.772                     | 47.300    |
| Vorarlberg      | Bregenz       | 2,601        | 379.613                         | 14.463                     | 38.900    |

## Zemljopis
Austrijski zapad i jug smješteni su u Alpama. Zbog tih planinskih područja, Austrija je glasovito turističko odredište za zimske sportove. Najviši vrh je Grossglockner (3798 m), a nakon njega Wildspitze (3774 m). Sjever i istok zemlje su uglavnom brežuljkasti i ravni. Najveća rijeka je Dunav. Austrija ima sedam nacionalnih parkova i šezdesetak prirodnih rezervata.
U zapadnom i središnjem dijelu prevladava snježna klima s izrazitim padalinama i niskim zimskim temperaturama. Ljetne temperature su do 20 °C. U dolinama su česte magle i temperaturne inverzije. Prema istoku prevladava umjereno kontinentalna klima.

### Gradovi
Najveći gradovi su:
| Grad              | Broj stanovnika | Savezna država  |
| ----------------- | --------------- | --------------- |
| Beč (glavni grad) | 1.889.083       | Beč             |
| Graz              | 286.216         | Štajerska       |
| Linz              | 204.861         | Gornja Austrija |
| Salzburg          | 153.363         | Salzburg        |
| Innsbruck         | 132.487         | Tirol           |
| Klagenfurt        | 100.316         | Koruška         |
| Villach           | 61.887          | Koruška         |
| Wels              | 61.213          | Gornja Austrija |
| Sveti Hipolit     | 54.673          | Donja Austrija  |
| Dornbirn          | 48.779          | Vorarlberg      |

### Alpska Austrija
Alpska Austrija pruža se od Bodenskoga jezera do Dunava; ondje je pojas ulančanih gorja ispresijecanih dolinama i prirodnim prijevojima: sjeverna strana Tridentinskih i Karnskih Alpa (na granici s Italijom), Visoke Ture, Niske Ture, Noričke Alpe (u središnjoj zoni), Allgäuske alpe, Bavarske Alpe i Češka šuma (na granici s Njemačkom i Češkom). Alpske su planine obrasle gustim šumama, a nad njima se uzdižu veličanstveni ledenjaci. Najviši vrh Austrije je Grossglockner (3797 m) u Visokim Turama. 

### Dunavska Austrija
Dunavska je Austrija ravničarska ili blago valovita, a pruža se na sjeveru zemlje prostranom dunavskom ravnicom. U sjeveroistočnom dijelu nalazi se Mađarska ravnica koja nastavlja u Mađarskoj. Tok Dunava u Austriji dug je 360 km; Dunav ulazi u Austriju kod Passaua i teče do periferije Bratislave na granici sa Slovačkom. U Dunav se slijevaju mnogi pritoci koji se spuštaju s istočnih Alpa: najvažniji je Inn, koji protječe Tirolom s pritokom Salzach, Enns i Traun. Drava izvire na talijanskom teritoriju, ali teče Austrijom 400 km od svojih 720 km, prije nego što se ulije u Dunav u Hrvatskoj; jedini važniji lijevi pritok Dunava jest Morava koja dijelom označava granicu s Češkom. Alpski predio obiluje malim i slikovitim ledenjačkim jezerima; najveće jezero Nežidersko (Neusiedl,320 km kvadratnih) nalazi se u Gradišću u Mađarskoj ravnici. Austriji pripada dio obale Bodenskoga jezera na granici sa Švicarskom i Njemačkom. Klima istočnih predjela je hladna, kontinetalna. Na Alpama ovisi o nadmorskoj visini i o rasporedu udolina i uzvisina. Jako se osjeća utjecaj fena, toploga vjetra koji ublažava temperaturu na brdima i uzrokuje topljenje snijega. Krajolici su prekriveni prostranim šumama crnogorice i bjelogorice te planinskim livadama.

### Vode

#### Rijeke
Najveća europska rijeka Dunav protječe kroz Austriju pa time i veći dio voda Austrije pripada Crnomorskom slivu. Veće rijeke Austrije su: Mura, Raba, Inn, Drava i Dunav. Obzirom na reljef Austrija je bogata i ledenjačkim jezerima. Uz prirodna jezera ima i više akumulacijskih jezera koja su u sustavu dobivanja električne energije, a s 9 hidroelektrana u istu svrhu koristi se i snaga Dunava.

#### Jezera
Najveće jezero u Austriji je Niuzaljsko jezero u Gradišću. Ukupno 77 % površine od ukupno 315 km2 pripada Austriji, a ostatak pripada Mađarskoj. Drugo po veličini je Attersko jezero s 46 km2 u Gornjoj Austriji, te Traunsee s 24 km2. Na tromeđi s Njemačkom i Švicarskom. 
Austriji pripada i manji dio Bodenskog jezera. Točna granica između država na Bodenskom jezeru nije definirana.
Osim njih, posebno za turizam, su važna jezera u Koruškoj: Vrbsko jezero, Millstättersko jezero, Osojsko jezero i Weißensee. Druga poznatija jezera u Austriji su Mondsee, Wolfgangsee i Zellersko jezero.
Austrija je neobalna država, te nema izlaz na more.

## Gospodarstvo
Austrija je država visoko razvijenoga slobodnotržišnoga gospodarstva potpomognutog poticajnom fiskalnom i čvrstom novčanom politikom. Ostvaren je visok rast BDP-a, niska inflacija i nezaposlenost te visok bruto nacionalni dohodak od 42.500 USD po stanovniku (2012.), a glavnina dohotka ostvaruje se u tercijarnom sektoru. Poljoprivreda zapošljava malo stanovnika, ali je visokoproduktivna i temelj je snažne prehrambene industrije, čiji se proizvodi velikim dijelom izvoze. Najviše obradivog tla nalazi se u sjevernom i istočnom dijelu države, u saveznim državama Beč, Gornja Austrija, Donja Austrija i Štajerska; a glavne kulture su pšenica i ječam, šećerna repa, kukuruz, krumpir; voćarstvo i vinogradarstvo.
Njeguje dobre veze s gospodarstvima Europske unije, pogotovo s Njemačkom. 
Članstvo u EU privuklo je strane investitore, koje posebno privlači položaj Austrije između sadašnjih i budućih članica EU. Sporiji ekonomski rast u obližnjoj Njemačkoj i općenito u svijetu usporio je gospodarski porast na 1,2 % u 2001. godini.

## Galerija
- Railjet – vlak velikih brzina, Austrijskih državnih željeznica na glavnom kolodvoru u Salzburgu
- Süd Autobahn (A2)
- Bečki metro, stanica Karlsplatz
- Tunel u Gornjoj Austriji

## Promet
Austrija ima vrlo razvijen promet, 10.000 km željezničkih pruga, suvremene autoceste, u Alpama brojni i dugački tuneli.
Značajnije riječne luke za međunarodni promet su Beč i Linz (Dodatak:Popis zračnih luka u Austriji).

## Politika
Šef države je predsjednik, koji se bira na općim izborima svakih 6 godina. Predsjednik bira kancelara, koji je obično vođa najjače stranke u parlamentu. Austrijski parlament ima dva doma: Bundesrat (savezno vijeće), koji ima 64 predstavnika saveznih država prema broju stanovnika, i Nationalrat (državno vijeće), koji ima 183 zastupnika koji se biraju izravno.

### Od 2000.
Nakon tri desetljeća vlasti socijaldemokrata (SPÖ), 2000. godine osnovana je desna koalicija konzervativne Narodne stranke (ÖVP) i desničarske Slobodarske stranke (FPÖ). Nakon što je unutar FPÖ zavladala gužva oko politike i vodstva stranke, savezni kancelar Wolfgang Schüssel (ÖVP) najavio je 9. rujna 2002. da će opći izbori biti održani prijevremeno, krajem studenoga. U izborima od 24. studenog 2002. stranka ÖVP premoćno je pobijedila (42.3% glasova), dok je FPÖ dobio 10.1%

Dana 28. veljače 2003. koalicija između ÖVP i FPÖ je obnovljena, a Wolfgang Schüssel (ÖVP) je opet postao savezni kancelar. Njegov zamjenik je bio Herbert Haupt (FPÖ) dok ga nije zamijenio Hubert Gorbach (FPÖ) 20. listopada 2003. Prije toga su dugo trajali "ispitivački pregovori" ("Sondierungsgespräche") između ÖVP i ostalih najvećih stranaka - FPÖ, SPÖ i Zelenih.

### 2021.
Dana 11. listopada 2021., kancelar Sebastian Kurz podnio je ostavku, nakon pritiska izazvanog korupcijskim skandalom. Ministar vanjskih poslova Alexander Schallenberg iz ÖVP-a naslijedio ga je kao kancelar. Nakon korupcijskog skandala u koji je umiješana vladajuća Narodna stranka, Austrija je dobila svog trećeg konzervativnog kancelara u dva mjeseca nakon što je Karl Nehammer prisegnuo na dužnost 6. prosinca 2021. Njegov prethodnik Alexander Schallenberg napustio je dužnost nakon manje od dva mjeseca. ÖVP i Zeleni nastavili su zajedno vladati.

## Obrazovanje
Obrazovni sustav u Austriji reguliran je na saveznoj razini, tako da su sve škole širom Austrije, osim alternativnih, jednake. U nadležnosti Ministarstva obrazovanja je i obrazovanje nastavnika i održavanje škola.

## Stanovništvo

### Jezik
Prema Ustavu Austrije iz 1920. godine, službeni jezik u Austriji je njemački jezik. Austrijska varijanta njemačkog jezika je materinji jezik oko 98% od ukupnog broja austrijskih državljana. Razlika austrijskog njemačkog, sastoji se u riječima, koje su karakteristične u upotrebi na području Austrije, različitim gramatičkim pravilima, kao i korištenjem riječi koje su u njemački jezik ušle iz jezika susjednih i bivših austro-ugarskih naroda (npr. Kukuruz, Kren, Golatsche, Sliwowitz, Powidl, Fisole). U području Gradišća i Koruške, službeni jezik je pored njemačkog, hrvatski i slovenski, na kojim se jezicima, može odvijati dvojezična nastava u školama, izdavati dokumenti, obilježavati službene državne institucije i prometne oznake. U nekim općinama Gradišća je romski jezik priznat kao službeni jezik.
Jedan dio državljana Austrije pripada manjinama. Hrvatska manjina je najzastupljenija u Gradišću, gdje živi oko 35.000 Hrvata. U Koruškoj i Štajerskoj živi oko 50.000 Slovenaca. Austrija ima i mnogo radnika-migranata.

### Demografija
Prema popisu iz 2011. godine, su 85 % stanovništva etnički Austrijanci. 5,2 % su narodi bivše Jugoslavije; 2,7 % Nijemci; 2,2 % Turci a među ostalim spadaju Arapi, Česi, Mađari i Poljaci.

### Vjeroispovijest
U Austriji je službeno priznato dvanaest religija i religioznih zajednica. Za službeno priznanje od strane države potrebno je priznanje, zahtjevom zatražiti od Ministarstva školstva i kulture. Nakon ispunjavanja preduvjeta, religioznoj se zajednici priznaje status, čime zajednica ostvaruje određene prednosti i povlastice, koje joj država jamči i potpomaže. Uvjeti za prihvaćanje državno priznane religiozne zajednice su između ostalog: 
- broj članova, koji bi trebao prelaziti 16.000 članova,
- pozitivan odnos zajednice prema državi i društvu,
- obvezivanje zajednice na sprječavanju psihičkog utjecaja na razvoj zajednice, te
- kontrola finacijskih sredstava zajednice, koja ne bi trebala biti korištena samo u religiozne svrhe.

Ispunjavanjem ovih uvjeta i dobivanjem statusa, religiozna zajednica ima pravo na:
- organiziranje nastave religije i njezino financiranje od strane državnih organa,
- oslobađanje od obveze plaćanja poreza na zemljište,
- pravo na postavljanje svećenika u vojsci, stručnom savjetu državne televizije ORF i dušobrižnika u bolnicama, kao i
- zaštitu crkvenog osoblja od progona, zbog propovijedanja u smislu tokova i pravila zajednice,

| Priznate religije u Austriji | Priznate religije u Austriji |
| Religija                     | Broj članova 1               |
| ---------------------------- | ---------------------------- |
| Rimokatolička crkva 2        | 5.600.000                    |
| Islam                        | 515.914                      |
| Protestantizam               | 375.000                      |
| Srpska pravoslavna crkva     | 175.000                      |
| Jehovini svjedoci            | 23.200                       |
| Starokatolička crkva         | 14.500                       |
| Budizam                      | 10.400                       |
| Judaizam                     | 8.000                        |
| Istočne pravoslavne Crkve    | 5.000                        |
| Novoapostolska crkva         | 4.200                        |
| Mormoni                      | 2.250                        |
| Metodisti                    | 1.250                        |

1  Broj članova s popisa stanovništva iz 2001. godine  
 2  Broj na osnovu podataka iz 2007. godine 

## Kultura
U Austriji su rođeni mnogi slavni skladatelji, među ostalima Mozart, Schubert, Haydn, Johann Strauss otac i sin, Schönberg, Webern i Berg, Bruckner.
Treba spomenuti i slavne fizičare Boltzmanna i Schrödingera, filozofe Wittgensteina i Gödela, psihoanalitičara Freuda, pisce austrijske književnosti Brucknera i Musila i slikara Klimta.

### Kuhinja
Austrija je poznata i po svojoj kuhinji, a neki od specijaliteta su: Tirolske okruglice od slanine (Tiroler Speckknödel), Bečka salonska plućica (Wiener Salonbeuschel), Pržolica s lukom (Zwiebelrostbraten), Bečka kuhana govedina (Wiener Tafelspitz), Saće (Buhteln), Savijača od jabuka (Apfelstrudel), carski drobljenac (Kaiserschmarrn), Salzburški žličnjaci (Salzburger Nockerln), Germknedle (Germknödel)

## Državni blagdani (neradni dani)
| datum         | hrvatski naziv      | lokalni naziv          | napomene                           |
| ------------- | ------------------- | ---------------------- | ---------------------------------- |
| 1. siječnja   | Nova godina         | Neujahr                |                                    |
| 6. siječnja   | Sveta tri kralja    | Heilge Drei Könige     | zove se i Epiphanie                |
| klizni datum  | Uskrsni ponedjeljak | Ostermontag            | dan nakon Uskrsa                   |
| 1. svibnja    | Praznik rada        | Staatsfeiertag         | zove se i Praznik rada             |
| klizni datum  | Uznesenje Kristovo  | Christi Himmelfahrt    | četvrtak, 40 dana nakon Uskrsa     |
| klizni datum  | Duhovi              | Pfingstmontag          |                                    |
| klizni datum  | Tijelovo            | Fronleichnam           | četvrtak, 11 dana nakon Duhova     |
| 15. kolovoza  | Velika Gospa        | Mariä Himmelfahrt      |                                    |
| 26. listopada | Dan države          | Nationalfeiertag       | donesen Zakon o neutralnosti 1955. |
| 1. studenog   | Svi sveti           | Allerheiligen          |                                    |
| 8. prosinca   | Bezgrešno začeće    | Mariä Empfängnis       |                                    |
| 25. prosinca  | Božić               | Christtag, Weihnachten |                                    |
| 26. prosinca  | Sveti Stjepan       | Stephanitag            |                                    |

## Vanjske poveznice
- Službeni portal Austrije
- Austrijske oružane snage
- Zajednica za zimski turizam
- Skijanje u suradnji s lokalnim turističkim organizacijama  Arhivirana inačica izvorne stranice od 17. rujna 2010. (Wayback Machine)
- Austrijska turistička zajednica
- ORF-redakcija za narodne grupe
- Austria News Austrian news in English language

### Ostali projekti
|  | Zajednički poslužitelj ima stranicu o temi Austrija    |
|  | Zajednički poslužitelj ima još gradiva o temi Austrija |
|  | Zajednički poslužitelj sadrži atlas Austrije           |